# Triomphe de Vienne
 Triomphe de Vienne est le nom d'une variété de poire.

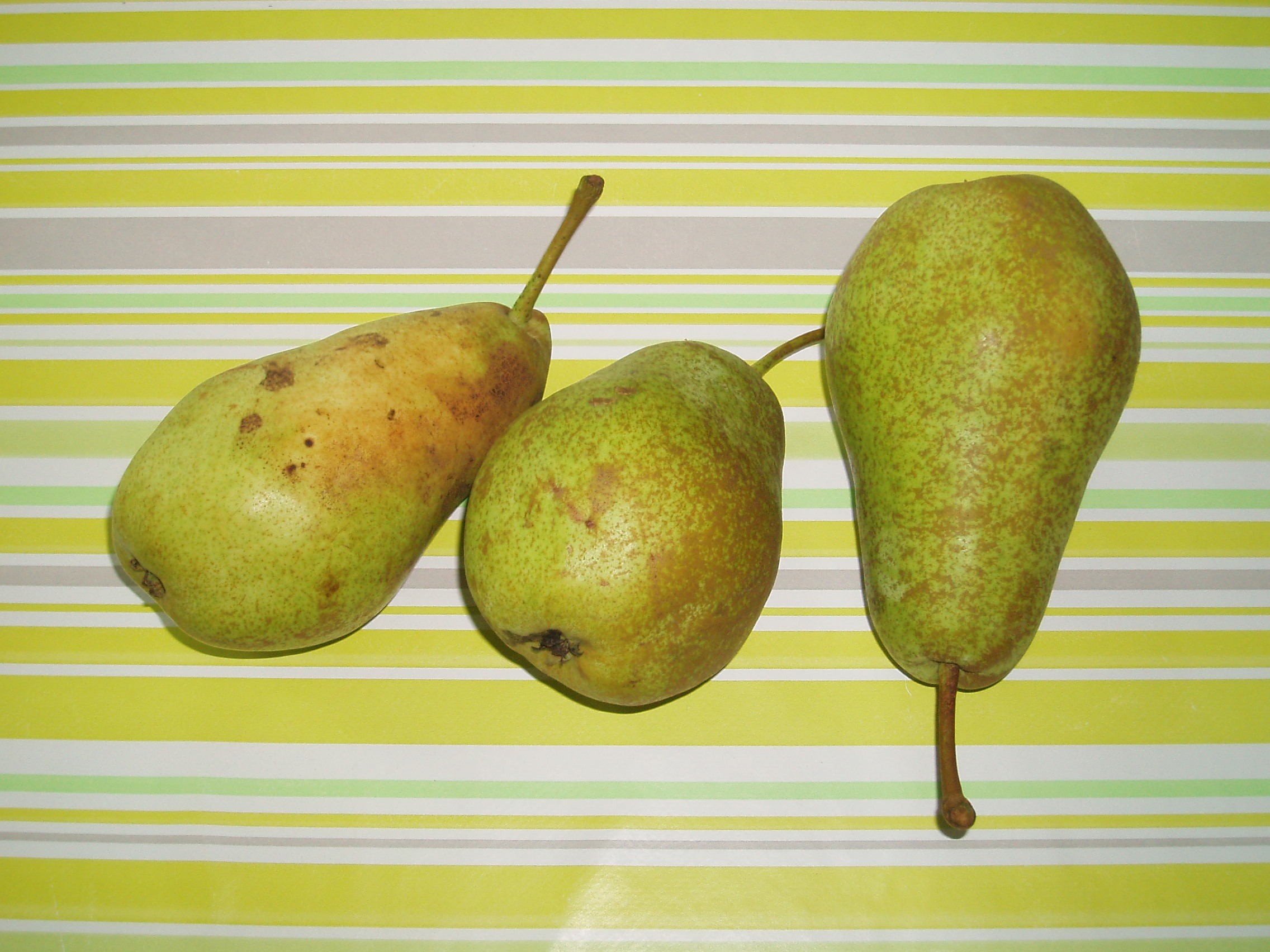
Triomphe de Vienne.

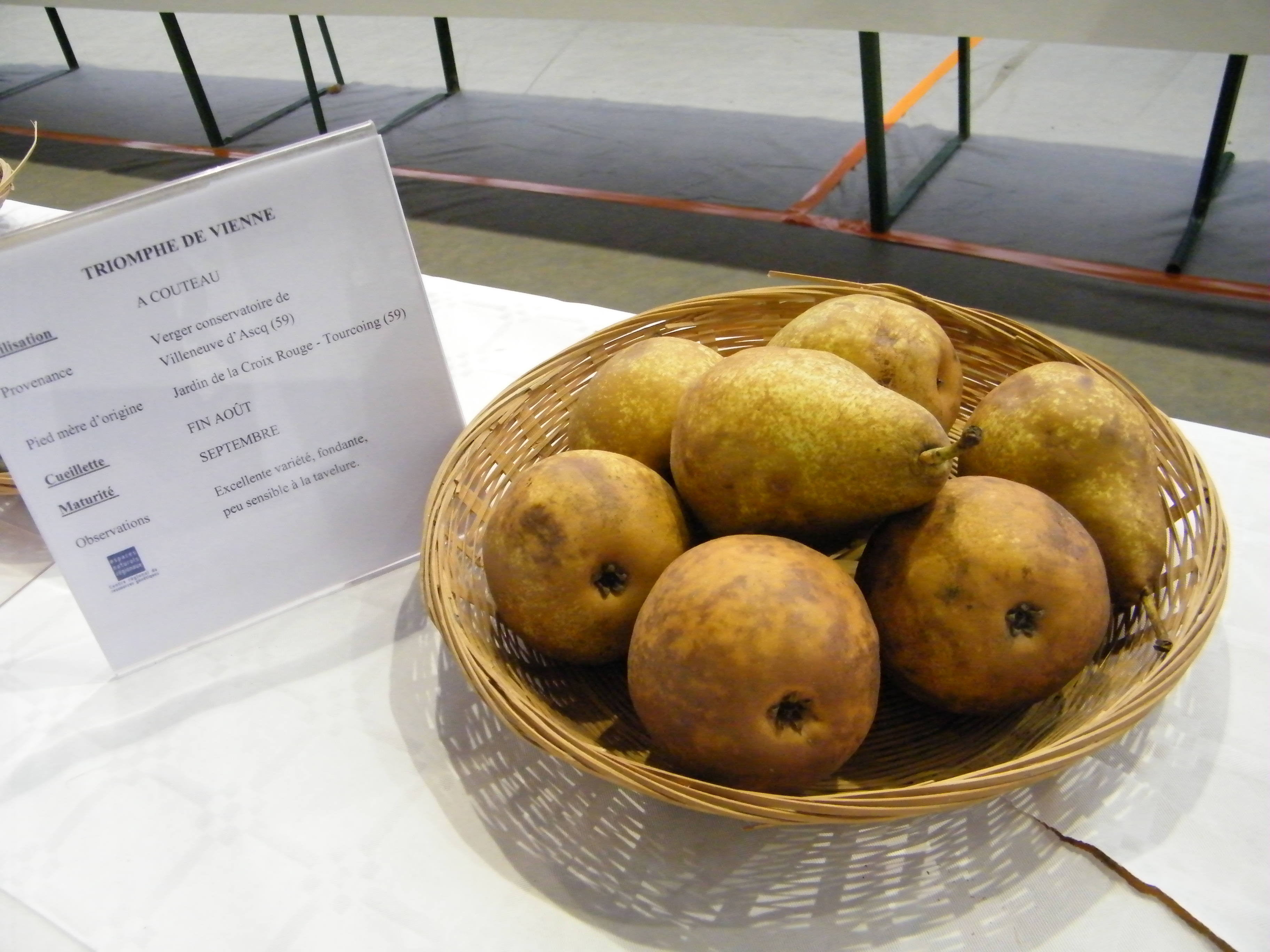
Obtention plus colorée.

## Origine
Cette variété a été obtenue par Jean Collaud en 1864 et propagée par Claude Blanchet, horticulteur à Vienne (Isère).

## Description

### Description de l'arbre
L'arbre est de bonne vigueur, peu sensible à la tavelure. Sa floraison intervient début avril, à l'abri des gelées, avec une fructification à maturité dès septembre. 
Sa sensibilité est signalée au feu bactérien.

### Description du fruit
La poire est très sucrée, agréablement parfumée, de très bonne qualité gustative.
Sa couleur jaune doré à maturité, parfois teintée de rose à l'insolation, facilite son identification.
Le code PLU du fruit est 3026.

### Maturité
Avec une floraison apparaissant en moyenne saison et une cueillette préconisée fin août, la maturité est obtenue en septembre.

## Culture
Convient à la haute-tige et aux formes basses.
Autofertile, il pollinise les variétés voisines du verger. 
L'arbre est peu sensible à la tavelure sur bois, fruits et feuilles.